# Liparetrus pusillus
Liparetrus pusillus är en skalbaggsart som beskrevs av Britton 1980. Liparetrus pusillus ingår i släktet Liparetrus och familjen Melolonthidae. Inga underarter finns listade i Catalogue of Life.